# Cipérez
Cipérez ist eine nordspanische Gemeinde (municipio) mit 225 Einwohnern (Stand: 2024) in der Provinz Salamanca in der Autonomen Gemeinschaft Kastilien-León.

## Lage
Cipérez liegt im Nordwesten der Provinz Salamanca in einer Höhe von ca. 770 Metern ü. d. M. Durch die Gemeinde fließt der Río Valdeguilera. Die Provinzhauptstadt Salamanca ist etwa 57 Kilometer (Fahrtstrecke) in östlicher Richtung entfernt.

## Bevölkerungsentwicklung
| Jahr      | 1950 | 1960 | 1970 | 1981 | 1991 | 2000 | 2011 | 2021 |
| Einwohner | 1421 | 1476 | 921  | 631  | 441  | 419  | 305  | 255  |

## Sehenswürdigkeiten
- Peterskirche (Iglesia de San Pedro Apóstol)

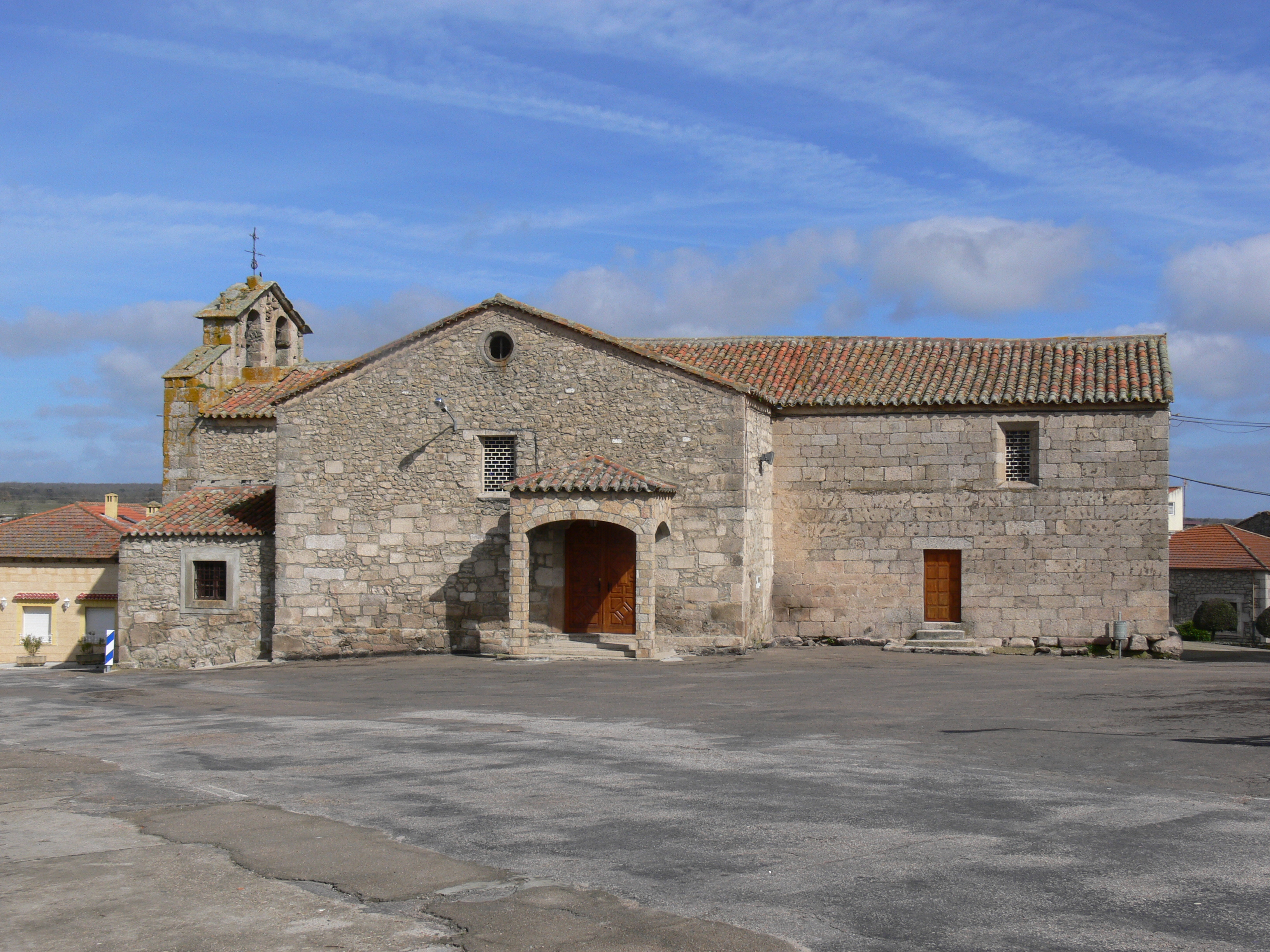
Peterskirche